# Pjadyky
Pjadyky (ukrainisch П'ядики; russisch Пядики Pjadiki, polnisch Piadyki) ist ein Dorf in der ukrainischen Oblast Iwano-Frankiwsk mit etwa 3500 Einwohnern (2025).

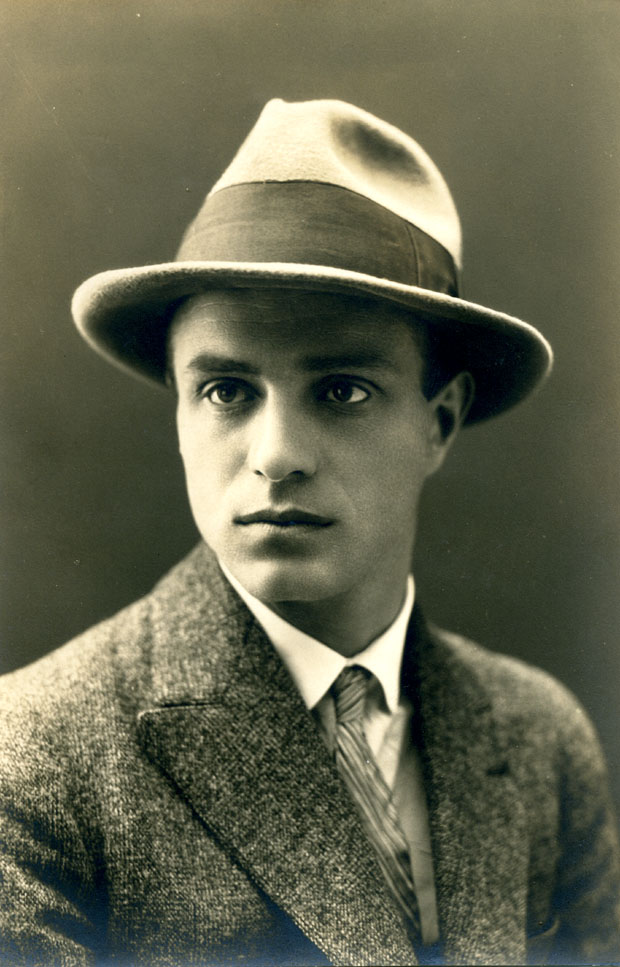
Myroslaw Irtschan 1926

Das erstmals 1480 schriftlich erwähnte Dorf im Osten der historischen Landschaft Galizien liegt auf 304 m Höhe an den Zuflüssen des Pruth Dobrowidka (Добровідка) und Wilchowez (Вільховець), 5 km nördlich vom Stadtzentrum des Rajonhauptortes Kolomyja und 61 km südöstlich vom Oblastzentrum Iwano-Frankiwsk.
Im Süden der Ortschaft trifft die Regionalstraße P–24 auf die Fernstraße N 10. Das Dorf besitzt eine Bahnstation an der Bahnstrecke Lwiw–Tscherniwzi.

## Verwaltungsgliederung
Am 14. September 2016 wurde das Dorf zum Zentrum der neu gegründeten Landgemeinde Pjadyky (П'ядицька сільська громада/Pjadyzka silska hromada). Zu dieser zählen auch die 6 Dörfer in der untenstehenden Tabelle aufgelistetenen Dörfer sowie die Ansiedlung Studliw, bis dahin bildete es die Landratsgemeinde Pjadyky (П'ядицька сільська рада/Pjadyzka silska rada) im Nordosten des Rajons Kolomyja.
Am 12. Juni 2020 kam noch das Dorf Zenjawa zum Gemeindegebiet.
Folgende Orte sind neben dem Hauptort Pjadyky Teil der Gemeinde:
| Name                     | Name            | Name                               | Name             | Name |
| ukrainisch transkribiert | ukrainisch      | russisch                           | polnisch         |      |
| ------------------------ | --------------- | ---------------------------------- | ---------------- | ---- |
| Fatowez                  | Фатовець        | Фатовец                            | Fatowce          |      |
| Hody-Dobrowidka          | Годи-Добровідка | Годы-Доброводка (Gody-Dobrowodka)  | Gody-Dobrowódka  |      |
| Jassinky                 | Ясінки          | Ясинки (Jassinki)                  | Jasienki         |      |
| Mala Kamjanka            | Мала Кам'янка   | Малая Каменка (Malaja Kamenka)     | Kamionki Małe    |      |
| Turka                    | Турка           | Турка                              | Turka            |      |
| Studliw                  | Студлів         | Студлов (Studlow)                  | Studlów          |      |
| Welyka Kamjanka          | Велика Кам'янка | Великая Каменка (Welikaja Kamenka) | Kamionki Wielkie |      |
| Zenjawa                  | Ценява          | Ценява                             | Ceniawa          |      |

## Söhne und Töchter der Ortschaft
- Myroslaw Irtschan (1897–1937), ukrainischer Dichter, Übersetzer, Literaturkritiker, Journalist, Historiker, Verleger und Opfer des Großen Terrors
- Jakiw Palij (1923–2019), Hilfswilliger der SS im Zwangsarbeitslager Trawniki in Ostpolen